# Rathaus Hohenburg

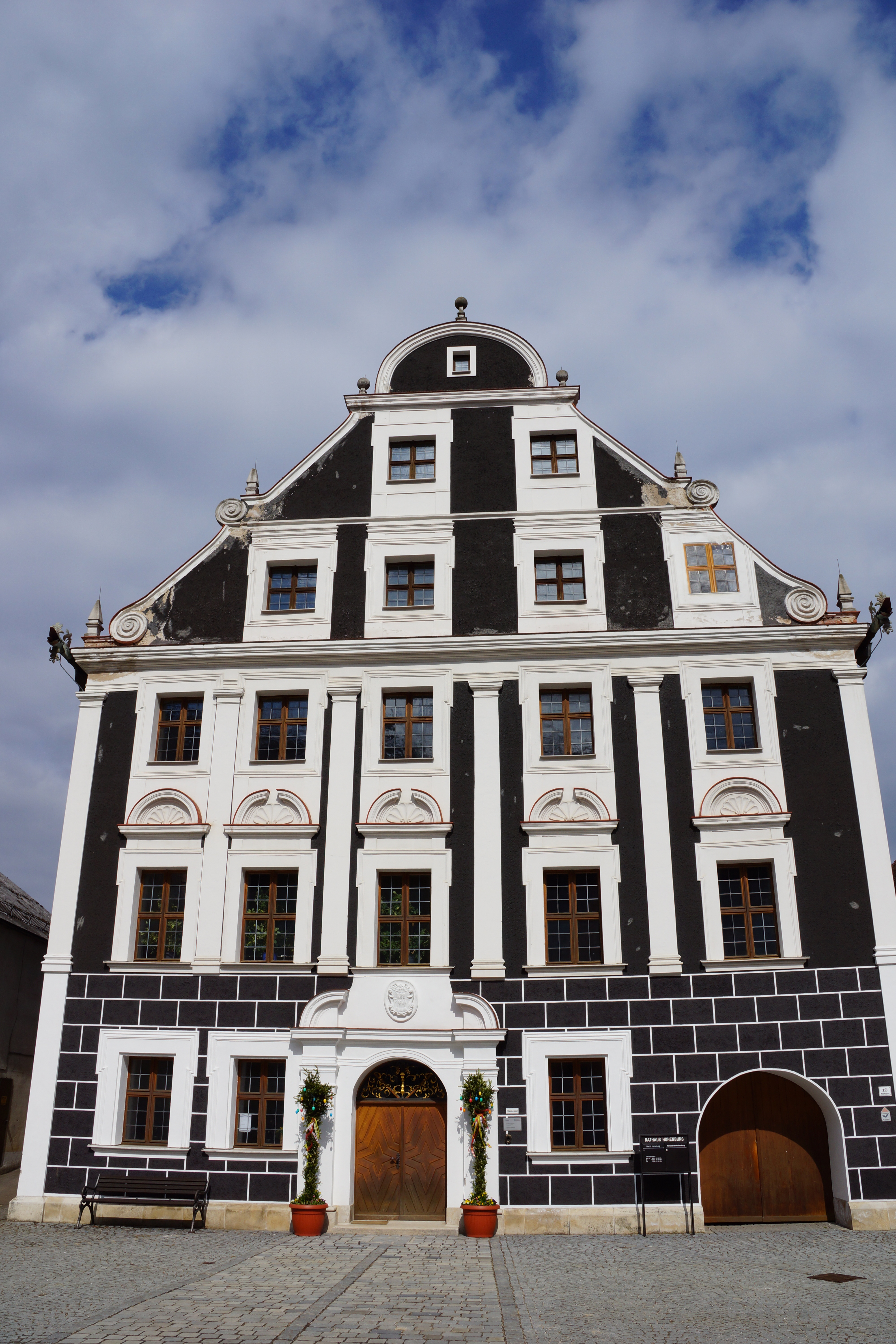
Rathaus Hohenburg

Das Rathaus Hohenburg liegt in dem Oberpfälzer Markt Hohenburg im Landkreis Amberg-Sulzbach von Bayern. Der Bau markiert mit dem ehemaligen Pflegschloss Hohenburg und der Pfarrkirche St. Jakobus die drei historischen Herrschaftsbereiche des Marktes. 
Das heutige Rathaus Hohenburg war zuerst 1562 als Zehentkasten bzw. als Hofkasten zur Aufbewahrung der Naturalabgaben (Zehentgetreide) errichtet worden. Im Laufe der Zeit diente es auch als Zeughaus, ebenso als „Schuel-, Amt- und Fleischhaus“; es enthielt zeitweise eine Rüstkammer und auch Brot- und Hafnerläden. 1719/20 wurde das Gebäude umgestaltet und erweitert; dabei wurde das Gebäude aufgestockt, mit einem neuen Dachstuhl und einer barocken Fassade mit schwarz-weißer Pilastergliederung versehen. 
In dieser Zeit wurde als repräsentativer Raum die Ratsstube eingerichtet, die heute wieder als Sitzungssaal der Marktgemeinde genutzt wird. Diese besitzt eine Stuckdecke; in der Mitte konnte bei der Restaurierung die Darstellung einer Justitia freigelegt und restauriert werden. Des Weiteren sind in dem Gebäude ein gemaltes Kruzifix im großen Saal des Obergeschosses sowie die Darstellung eines Landsknechtes in der Treppendiele der ersten Etage erhalten. Im Eingang befindet sich eine Inschriftentafel von 1586, die von der Hohenburg stammt.
Das Gebäude wurde 1990 unter Leitung des Regensburger Architekten Stefan Ebeling restauriert. Dabei wurden im Erdgeschoss Räume für eine Bankfiliale und für den Fremdenverkehr eingerichtet. Im zweiten Obergeschoss entstanden ein Bürgersaal als öffentlicher Veranstaltungsraum sowie ein Archivraum. Im ersten Obergeschoss befinden sich die Verwaltungsräume der Gemeinde und der Sitzungssaal. Da der Markt seit dem 1. Januar 1994 wieder seine Eigenständigkeit erreicht hat, kommt diese Umgestaltung den jetzigen Gegebenheiten sehr entgegen.